# Българска инвестиционна банка
 Тази статия е за банката, съществувала през 1947-1966 г..  За банката със същото име през 1994-1998 г. вижте Емпорики Банк - България.  
Българската инвестиционна банка (БИБ) е държавна банка в България. Нейната основна функция е да обслужва държавните инвестиции, както и да кредитира кооперативното и частно жилищно строителство.
БИБ е създадена по време на национализацията и консолидирането на банките през 1947 година. С прокарания от комунистическото правителство закон в страната остават две държавни банки - Българска народна банка (БНБ) и Българска инвестиционна банка. Повечето съществуващи дотогава банки са присъединени към БНБ, а в новосъздадената БИБ са включени Българска ипотекарна банка и национализираните активи на спестовно-строителните кооперации, както и дългосрочните активи на включените в БНБ банки.
През 1967 година БИБ е присъединена към БНБ.